# Guarandá
Guarandá là một khu tự quản thuộc tỉnh Sucre, Colombia. Thủ phủ của khu tự quản Guarandá đóng tại Guarandá Khu tự quản Guarandá có diện tích 354 ki lô mét vuông. Đến thời điểm ngày 28 tháng 5 năm 2005, khu tự quản Guarandá có dân số 12054 người.